# Val-de-Grâce
Val-de-Grâce är en kyrkobyggnad i Paris, invigd åt Jesu födelse och modern Maria. Kyrkan är belägen vid Place Alphonse Laveran i Paris femte arrondissement. Val-de-Grâce uppfördes mellan 1645 och 1667 på initiativ av drottning Anna av Österrike som var gift med kung Ludvig XIII. François Mansart ritade kyrkan och Jacques Lemercier kupolen, medan kupolfresken från 1663 är ett verk av Pierre Mignard.